# Quint Juli Gal·liè
Quint Juli Gal·liè (en llatí: Quintus Julius Gallienius o Gallienus) va ser un fill de l'emperador Gal·liè esmentat sota aquest nom per Aureli Víctor que diu que era una persona diferent de Salonià (o Saloní), un altre fill de Gal·liè. Es coneix una moneda amb la inscripció «IMP. Q. IULIO. FILIO. GALLIENI. AUG. ET. SALONINAE. AUG». Segons Joan Zonaràs va ser executat a Roma juntament amb el seu oncle Valerià.
Existeix una altra moneda que porta a l'anvers un cap envoltat de raigs amb la llegenda «DIVO. CAES. Q. GALLIENO», i al revers un altar amb flames amb la paraula «CONSECRATIO», que semblaria indicar que aquest Quint Gal·liè va morir jove i va ser divinitzat pel seu pare.